# Das geheime Leben meiner Freundin
Das geheime Leben meiner Freundin ist eine deutsche Krimikomödie mit dramatischen Zügen des Regisseurs Walter Weber aus dem Jahr 2005, mit Mariele Millowitsch und Jürgen Vogel in den Hauptrollen.

## Handlung
Die arbeitslos gewordene Mittvierzigerin Leonie Krüger wird zur Alleinerbin einer Freundin namens Roos, die angeblich auf Grund eines Hitzschlages gestorben sein soll. Die Erbschaft ist jedoch an seltsame Bedingungen geknüpft. Leonie muss sich fortan um Roos’ drei Katzen kümmern und zieht in das Appartement der Verstorbenen. Ihre verstorbene Freundin war offensichtlich sehr vermögend. Die Wohnung ist luxuriös und im Tresor lagert eine große Menge Bargeld. Sie beginnt sich zu fragen, wie sich ihre Freundin Roos als einfache Pharmalaborantin ein zwar nach außen hin unauffälliges, doch in Wahrheit so luxuriöses Leben eigentlich leisten konnte. Ein unbekannter Mann stellt sich ihr als Roos’ Freund Fred vor. Fred, ein Bauunternehmer, ist davon überzeugt, dass Roos ermordet wurde. Gemeinsam mit Fred beginnt Leonie zu recherchieren, woher das viele Geld gekommen ist. Sie stoßen auf zahlreiche Verdächtige mit unterschiedlichen Motiven, nämlich den Kollegen aus dem Labor, in dem Roos als Chemielaborantin arbeitete, die Mitglieder eines Sadomaso-Clubs, in dem Roos verkehrte, sowie Fiona, ein verwirrtes Mädchen, um das Roos sich wohl kümmerte. Zusammen mit Fred entdeckt sie schrittweise Indizien dafür, dass Roos ermordet wurde. Leonie begibt sich auf Grund ihrer Ermittlungen in Lebensgefahr. Schließlich gelingt es ihr, die Machenschaften des Labors aufzudecken.

## Hintergrund
Der Fernsehfilm entstand nach dem Roman „Die Sonnenuhr oder das geheime Leben meiner Freundin Roos“ von Maarten ’t Hart. Die Literaturkritikerin Elke Heidenreich hatte den Roman in ihrer Fernsehsendung, aber auch ihrer Kölner Nachbarin Mariele Millowitsch persönlich zum Lesen empfohlen. Mariele Millowitsch war begeistert und erkannte das filmische Potenzial des Buches. Ihre Freundin, die Filmproduzentin Jutta Lieck-Klenke, ließ sie die Rechte erwerben. Die Produktion des Films erfolgte letztlich durch Network Movie im Auftrag des Zweiten Deutschen Fernsehens. Hauptsächlich wurde in Flensburg gedreht. Als Drehorte dienten dort die Flensburger Innenstadt (mit dem Holm und der Kompagniestraße), der Flensburger Hafen, die Marineschule Mürwik sowie der Glücksburger Kurstrand. Zusätzliche Filmaufnahmen entstanden zudem in Hamburg.
Der Film wurde erstmals am 4. April 2005 auf dem ZDF ausgestrahlt. Der Film erreichte an diesem Sendetermin mit einem Marktanteil von 22,9 Prozent, 7,54 Millionen Zuschauer und war damit die besteingeschaltete Sendung des Tages. Eine Wiederholung fand am 16. Juli 2007 auf dem ZDF sowie eine weitere am 9. Juli 2013 auf 3sat statt.

## Kritik
Die Fernsehzeitschrift Prisma urteilte: „Nach der Vorlage „Die Sonnenuhr“ […] inszenierte […] Weber einen packenden, stark gespielten Kriminalfilm, bei dem man nicht nach der ersten Minute ahnt, worauf alles hinaus läuft.“ Der Fernsehkritiker Rainer Tittelbach befand: „Solider, etwas bieder geratener ZDF-Krimi […]. Jürgen Vogel bringt’s!“ Die TV Spielfilm stellte fest: „Das Buch ist mal wieder aufregender“.